# Saison 1948-1949 de l'AS Monaco FC
Maillots
Chronologie
Saison précédente Saison suivante
La saison 1948-1949 est la deuxième saison professionnelle de l'AS Monaco, qui accède à la Division 2 quatorze ans après sa première saison professionnelle.

## Résumé de la saison
L'équipe menée par Jean Batmale finit 8e de la Division 2 1948-1949, se maintenant dans la seconde division de l'élite et confirmant son retour dans le monde du football professionnel français après sa première saison professionnelle en 1933-1934. L'AS Monaco est cependant éliminé dès son entrée en Coupe de France par Brignoles. 
Max Payan finit meilleur buteur de l'équipe avec seize buts à son actif (dont quinze en championnat et un en Coupe de France).

## Championnat

### Rencontres
L'AS Monaco est engagé dans le Championnat de France de football D2 1948-1949. Le club signe son retour dans l'élite professionnelle cette saison-là. 

### Classement
| #  | Club                  | Joués | V  | N  | D  | bp-bc  | +/- | Points |
| -- | --------------------- | ----- | -- | -- | -- | ------ | --- | ------ |
| 1  | RC Lens               | 36    | 21 | 11 | 4  | 65-27  | +38 | 53     |
| 2  | Girondins de Bordeaux | 36    | 24 | 5  | 7  | 107-49 | +58 | 53     |
| 3  | FC Rouen              | 36    | 20 | 11 | 5  | 67-37  | +30 | 51     |
| 4  | Le Havre AC           | 36    | 19 | 10 | 7  | 64-30  | +34 | 48     |
| 5  | Nîmes Olympique       | 36    | 16 | 10 | 10 | 89-51  | +38 | 42     |
| 6  | Olympique d'Alès      | 36    | 16 | 10 | 10 | 76-57  | +19 | 42     |
| 7  | RCFC Besançon         | 36    | 15 | 10 | 11 | 81-59  | +22 | 40     |
| 8  | AS Monaco             | 36    | 17 | 4  | 15 | 70-62  | +8  | 38     |
| 9  | FC Nantes             | 36    | 13 | 12 | 11 | 58-53  | +5  | 38     |
| 10 | Lyon OU               | 36    | 16 | 6  | 14 | 65-72  | -7  | 38     |
| 11 | SCO Angers            | 36    | 11 | 15 | 10 | 61-49  | +12 | 37     |
| 12 | AS Béziers            | 36    | 13 | 5  | 18 | 58-65  | -7  | 31     |
| 13 | SC Toulon             | 38    | 11 | 8  | 17 | 54-70  | -16 | 30     |
| 14 | Amiens SC             | 36    | 12 | 5  | 19 | 46-70  | -24 | 29     |
| 15 | US Le Mans            | 36    | 11 | 6  | 19 | 60-92  | -32 | 28     |
| 16 | AS Troyes             | 36    | 9  | 7  | 20 | 52-90  | -38 | 25     |
| 17 | US Valenciennes-Anzin | 36    | 8  | 8  | 20 | 38-76  | -38 | 24     |
| 18 | CA Paris              | 36    | 5  | 10 | 21 | 35-82  | -47 | 20     |
| 19 | SC Douai              | 36    | 5  | 7  | 24 | 36-90  | -54 | 17     |

 Victoire à 2 points

## Coupe de France
L'AS Monaco participe à la Coupe de France de football 1948-1949. Elle entre en compétition en 1⁄128 de finale face à Brignoles.
| 1⁄128 de finale de Coupe de France | Brignoles | 3–1 | AS Monaco |  |  |
| 21 novembre 1948                   |           |     | Max Payan |  |  |

## Statistiques

### Collectives
| Compétition     | Matches joués | Matchs gagnés | Matchs nuls | Matchs perdus | Buts marqués | Buts encaissés | Différence de buts |
| --------------- | ------------- | ------------- | ----------- | ------------- | ------------ | -------------- | ------------------ |
| Division 2      | 36            | 17            | 4           | 15            | 70           | 62             | +8                 |
| Coupe de France | 1             | 0             | 0           | 1             | 1            | 3              | -2                 |
| Total           | 37            | 17            | 4           | 16            | 71           | 65             | +6                 |

### Buteurs
| # | Nom                  | Division 2 | Coupe de France | Total |
| - | -------------------- | ---------- | --------------- | ----- |
| 1 | Max Payan            | 15         | 1               | 16    |
| 2 | Roger Orengo         | 14         | 0               | 14    |
| 3 | Alexandre Burger     | 13         | 0               | 13    |
| 4 | Lucien Viora         | 10         | 0               | 10    |
| 5 | Auguste Musso        | 5          | 0               | 5     |
| 6 | Charles Picco        | 4          | 0               | 4     |
| 7 | André Champel        | 3          | 0               | 3     |
| 7 | Gerrit Vreken        | 3          | 0               | 3     |
| 9 | Armand Alès          | 1          | 0               | 1     |
| # | Buts contre son camp | 2          | 0               | 2     |
| # | Total                | 70         | 1               | 71    |